# 동해의 이름에 대한 논쟁

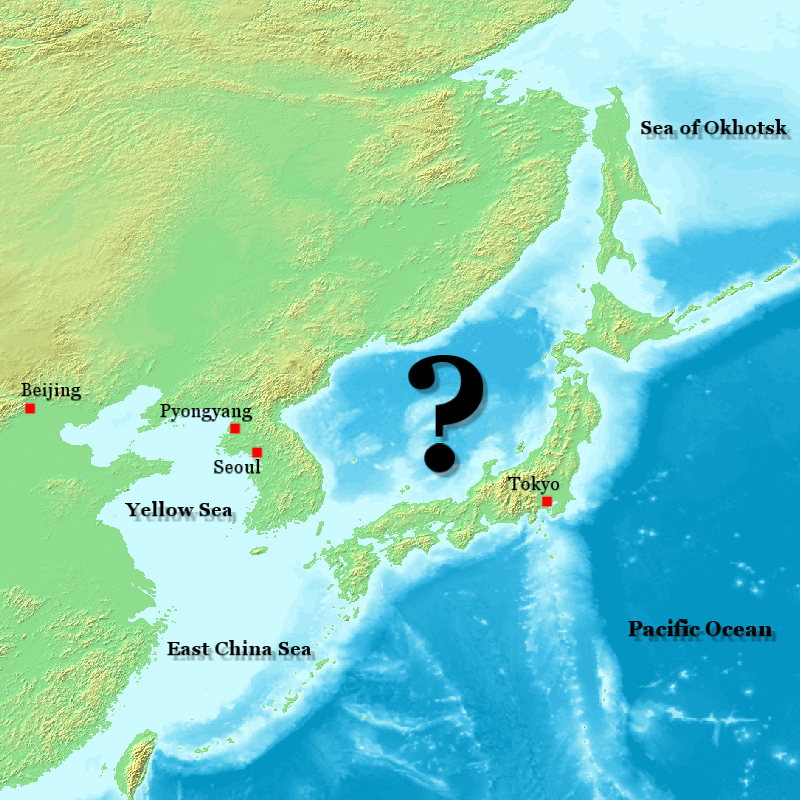
물음표로 표시된 바다의 명칭에 대한 논쟁이다.

한반도와 일본 열도, 연해주 및 사할린섬에 둘러싸인 바다는 그 호칭 및 명명(命名)에 대한 논쟁이 있다. 이 바다는 대한민국, 조선민주주의인민공화국, 일본, 러시아 등 4개국의 주권과 관할권이 미치는 해역으로, 이들 연안국의 영해와 배타적 경제 수역으로 구성되어 있다.
현재 대한민국에서는 "동해"(東海), 조선민주주의인민공화국에서는 "조선동해"(朝鮮東海), 일본에서는 "니혼카이"(日本海), 러시아에서는 "야폰스코예 모레"(Японское море, 일본해)로 부르고 있으며, 한국과 일본 양측의 주장이 대립하고 있다.
이 분쟁은 양측이 국내에서 사용하는 명칭에 관한 것이 아니라, 국제적으로 통용되는 표준 명칭에 관한 것이다. 대한민국에서는 동해가 역사적으로 '동양해(Oriental Sea)' 또는 '한국해(Sea of Korea)'로 불려 왔으므로 '동해(East Sea)'로 불러야 한다고 주장한다. 반면 일본은 '일본해(Sea of Japan)'가 19세기부터 국제적으로 통용된 이름이며 이를 그대로 써야 한다고 주장한다. 한편 조선민주주의인민공화국은 '조선동해(East Sea of Korea)'로 표기하기를 주장한다.

## 논쟁의 추이
이 해역이 일본해로 굳어진 계기는 1929년 국제 수로 기구(IHO)의 『해양과 바다의 경계(Limits of Oceans and Seas)(S-23)』 제1판에서 국제수로기구 창립 회원국이었던 일본의 주장에 따라 일본해로 표기하면서부터이다. 당시 한국은 일본에 국권을 피탈 당한 상태였다. 가장 최근에 나온 『해양과 바다의 경계』는 1953년 발간된 제3판이며, 여기에도 일본해로 단독 표기되어 있다. 한국은 1957년 국제수로기구에 가입하였고, 1992년부터 일본해 명칭에 이의를 제기했다. 1974년 국제수로기구는 특정 바다의 인접국 간에 명칭 합의가 없는 경우, 당사국 모두의 명칭을 병기하도록 하는 기술적인 권고를 하였으나, 일본은 이것은 만이나 해협 등을 대상으로 한 것이지 동해와 같은 공해에 적용되는 것은 아니라는 입장이다.
한국은 1991년 대한민국과 조선민주주의인민공화국이 유엔 동시 가입한 후인 1992년 제6차 유엔 지명 표준화 회의(UNCSGN)에서 최초로 동해의 국제적 통용 명칭인 'Sea of Japan'에 대하여 정부 차원에서 국제사회에 공식적으로 이의를 제기하여 명칭 시정을 공식 요구했다. 이후 유엔의 관련 회의와 국제수로기구 회의 등 국제회의에서 이 문제를 재차 제기하고 있다.
1998년의 제7차 유엔 지명 표준화 회의에서는 대한민국과 조선민주주의인민공화국이 한 목소리로 일본에 공동 대응하는 모습을 보였고, 일본은 이 문제를 쟁점화하는 것을 꺼려, 대한민국 측의 협상 요구를 번번이 거절하였다. 2002년 제8차 유엔지명표준화회의에서는 남한과 북한 대표단이 과도기적 조치로서 일본해와 동해(북한은 조선동해)의 명칭 병기를 요구했으나, 일본은 이를 일축하며 한국 측 요구를 저지하기 위한 치열한 로비를 벌여 자국의 입장을 관철시켰다.
국제 수로 기구는 『해양과 바다의 경계』 제4판을 발간 준비 중이었으며, 2002년 총회에서 대한민국은 동해 명칭 문제를 의제 상정하려고 시도하였으나 일본의 로비로 무산되었고, 2007년 총회에서는 총회 의장에 의해 동해 부분을 제외한 나머지 부분의 우선 발간이 제안되었다. 2012년 총회에서도 동해와 일본해의 병기 문제는 끝내 결정되지 못하였으며, 이 논제는 2017년 총회로 다시 연기되었다. 다만 2012년 총회에서 일본해 단독 표기 방안은 일본을 제외한 어떠한 회원국의 찬성표도 받아내지 못했다. 2017년 4월 모나코 IHO 본부에서 열린 총회에선 《해양과 바다의 경계》를 개정해 동해와 일본해를 병기하자는 한국측의 요구에 대해 회원국들의 지지를 받았다. 사무국이 참여하는 가운데 일본이 개정을 요구하는 한국과 북한 등 관련국과 협의를 하고 그 결과를 사무국이 정리해 3년 뒤인 2020년 총회에 보고한다는 방침이 결정됐다.
이에 따라 IHO 사무총장은 비공식 협의체를 구성하여 『해양과 바다의 경계(S-23)』의 현대화 방안을 마련하였다. 2020년 제2차 IHO 총회에서는 『해양과 바다의 경계(S-23)』 해역의 이름을 고유수치식별번호로 대체하고 디지털 지리정보시스템 요건을 충족하는 새로운 디지털 표준(S-130)을 개발하기로 결정하였다. 이에 기존 S-23은 아날로그에서 디지털로의 역사적 변천을 보여주는 출판물로만 남는다. 현재 IHO는 S-130 프로젝트팀을 구성하여 2026년까지 표준이 완성되도록 노력하고 있다.

## 쟁점

### 양국의 주장
| 대한민국 외교부의 주장 | 일본 외무성의 주장 |
| --- | --- |
| 역사적으로 볼 때 동해는 한국인이 2000년 이상 사용해 온 명칭이며 19세기까지는 일본해 뿐만 아니라, 한국해, 조선해, 동양해 등 다양한 명칭이 사용되어 온 역사적인 사실을 고려할 때 지난 100년간의 역사를 근거로 일본해가 국제적으로 확립된 명칭이라고 주장하는 것은 부적절함. | 현재 일본해는 이미 국제적으로 확립된 표기로서 전 세계 지도의 95%에서 사용되고 있는 명칭이므로 현 단계에서 명칭을 변경하는 것은 불필요한 혼란만 초래할 수 있으므로 바람직하지 않을 뿐만 아니라, 이미 국제적으로 확립된 명칭에 관해 대한민국 측이 지명 분쟁이 있다고 주장하는 것은 적절치 않음. |
| 특히 현재 한국민 5천만 및 북한 주민 2천만, 7천만의 인구가 사용하고 있는 명칭을 적절히 고려하지 않는다는 것은 해당 지역의 주민들이 사용하는 명칭을 우선 고려한다는 지도 제작의 일반 원칙에도 어긋나는 것임.                                                                | 일본해는 18세기 말부터 19세기 초 서양에 의해 확립된 명칭으로서 대한민국이 주장하는 것처럼 19세기 말 일본의 국제적인 영향력이 확대되면서 일본이 동 명칭의 사용을 의도적으로 강제하여 현재와 같은 일본해의 세계적인 확립이 이루어진 것은 아님.                                                  |
| 대한민국이 "한국해(Sea of Korea)" 표기를 동해의 영문 명칭으로 주장하지 않는 이유는 대한민국과 일본, 러시아 등 수 개국에 인접한 동해 지역을 일국의 국호를 따라서 명명하는 것이 적절치 않다는 판단에 근거한 것임.                                                           | 일본해는 태평양을 일본 열도가 분할하고 있는 지리적 특성을 감안하여 붙여진 명칭이며 일본의 소유권을 주장하여 붙여진 명칭은 아님. |
| 동해 지역의 명칭에 대해 한일 간에 분쟁이 있는 것이 확실하므로 지명 분쟁에 관한 국제 규범인 유엔지명표준화회의 및 국제 수로 기구의 결의에 의거, 한일 양국이 공통의 명칭에 합의하기 전까지는 두 명칭을 함께 사용하는 것이 가장 바람직한 방안임.                             | 대한민국이 동해 명칭 사용을 주장하는 것은 정치적 고려에 의한 것이며 지명 표준화와 관련된 기술적인 문제를 다루는 유엔 기구 등에서 동해 표기 문제를 다루는 것은 적절하지 않음. |

### 그 밖의 견해
특정 시점에서 보는 방위를 갖고 이름을 붙이는 것 역시 적절하지 않다는 견해가 있다. 예컨대 중화인민공화국에서는 동중국해를 "동해"(중국어 간체자: 东海, 병음: Dōng Hǎi)로 부르고 독일과 스웨덴, 덴마크에서는 발트해를 "동해"(독일어: Ostsee, 스웨덴어: Östersjön, 덴마크어: Østersøen)로 부르며 베트남에서는 남중국해를 "동해"(베트남어: Biển Đông, 영어: East Sea)라고 부른다. 따라서 동해라는 말을 이 해양에 독점적으로 사용하는 것은 적합하지 않다는 것이다.
때문에 일본은 동해의 명칭이 여러 언어에서 명칭 충돌(name collisions)이 일어난다는 주장을 하고 있다. 즉, 대한민국이 주장하는 "동해"가 『해양과 바다의 경계』의 해도집 안 50번 영역인 동중국해에 "동해"(Tung Hai)로 등록되어 오래전부터 사용하고 있어, 같은 뜻을 가진 명칭의 중복 등록은 혼란을 야기하므로 IHO의 지도제작의 목적에 위배된다는 주장이다.
그러나 이에 대해 대한민국에서는 특정 국가의 이름으로 해양의 명칭을 정하는 것이 더 적절하지 않은 것이며, 유럽에 위치한 북해 (North Sea)의 예를 들어 방위에 근거한 명칭 지정에 대한 정당성을 부여하고 있다. 동해라는 이름도 본래 각국의 이름으로 불리던 북해가 방위 기준으로 이름을 고치기로 한 것과 같은 맥락으로 불릴 수 있으며, 동해라는 명칭은 특정 지역이나 국가의 방위를 나타내는 것이 아니라 아시아 대륙의 동쪽이라는 의미를 지닐 수 있다는 주장이다.
또한 일부 한국측 견해로는 국내용으로는 "동해", 국제용으로는 "한국해"(Sea of Korea)를 사용해야 한다는 의견이 있는가 하면, 역사적 연원과 바다의 특성을 고려해서 여러 학자들은 "청해"(靑海, Blue Sea), "녹해"(綠海, Green Sea), "창해"(滄海, Navy Sea), "경해"(鯨海, Sea of Whale), "태평해"(太平海, Pacific Sea) 같은 중립적인 이름을 거명하기도 한다.

## 역사적 자료
| 년대           | 1500년대 | 1500년대 | 1500년대 | 1500년대 | 1500년대 | 1600년대 | 1600년대 | 1600년대 | 1600년대 | 1600년대 | 1700년대 | 1700년대 | 1700년대 | 1700년대 | 1700년대 | 1700년대 | 1800년대 | 1800년대 | 1800년대 | 1800년대 | 1800년대 | 1800년대 | 1800년대 | 불명     | 합계  | 합계     | 합계  | 합계     | 합계  | 합계  | 합계  |
| 조사 실시 국가 | 일본     | 일본     | 일본     | 일본     | 한국     | 일본     | 일본     | 일본     | 일본     | 한국     | 일본     | 일본     | 일본     | 일본     | 일본     | 한국     | 일본     | 일본     | 일본     | 일본     | 일본     | 일본     | 한국     | 일본     | 일본  | 일본     | 일본  | 일본     | 일본  | 일본  | 한국  |
| -------------- | -------- | -------- | -------- | -------- | -------- | -------- | -------- | -------- | -------- | -------- | -------- | -------- | -------- | -------- | -------- | -------- | -------- | -------- | -------- | -------- | -------- | -------- | -------- | -------- | ----- | -------- | ----- | -------- | ----- | ----- | ----- |
| 지도 소장 국가 | 미 국    | 프 랑 스 | 독 일    | 합 계    | 합 계    | 미 국    | 프 랑 스 | 독 일    | 합 계    | 합 계    | 미 국    | 프 랑 스 | 독 일    | 러 시 아 | 합 계    | 합 계    | 미 국    | 프 랑 스 | 독 일    | 러 시 아 | 영 국    | 합 계    | 합 계    | 프 랑 스 | 미 국 | 프 랑 스 | 독 일 | 러 시 아 | 영 국 | 합 계 | 합 계 |
| 한국 관련 명칭 | 0        | 2        | 3        | 5        | -        | 2        | 4        | 2        | 8        | 39       | 99       | 49       | 166      | 6        | 320      | 341      | 93       | 6        | 40       | 4        | 8        | 151      | 60       | 7        | 194   | 68       | 211   | 10       | 8     | 491   | 440   |
| 동양해         | 0        | 0        | 3        | 3        | -        | 4        | 20       | 14       | 38       | 39       | 14       | 4        | 57       | -        | 75       | 341      | 2        | 0        | 3        | -        | -        | 5        | 60       | 8        | 20    | 32       | 77    | -        | -     | 129   | 440   |
| 일본 관련 명칭 | 1        | 0        | 1        | 2        | -        | 3        | 14       | 5        | 22       | 17       | 47       | 24       | 23       | 2        | 96       | 36       | 1059     | 206      | 487      | 27       | 50       | 1829     | 69       | 10       | 1110  | 254      | 516   | 29       | 50    | 1959  | 122   |
| 중국 관련 명칭 | 3        | 5        | 12       | 25       | 16       | 11       | 36       | 18       | 86       | 28       | 8        | 6        | 8        | 1        | 56       | 10       | 0        | 5        | 1        | 0        | -        | 32       | -        | 4        | 22    | 56       | 39    | 1        | -     | 203   | 54    |
| 기타 명칭      | 0        | 5        | 5        | 25       | 13       | 3        | 36       | 18       | 86       | 41       | 17       | 6        | 16       | -        | 56       | 80       | 22       | 5        | 4        | -        | -        | 32       | 12       | 4        | 42    | 56       | 43    | -        | -     | 203   | 146   |
| 기재 없음      | 32       | -        | 44       | 76       | 13       | 83       | -        | 83       | 166      | 41       | 116      | -        | 152      | 4        | 272      | 80       | 109      | -        | 120      | 5        | -        | 234      | 12       | -        | 340   | -        | 399   | 9        | -     | 748   | 146   |
| 합계           | 36       | 7        | 68       | 111      | 29       | 106      | 74       | 140      | 320      | 125      | 301      | 83       | 422      | 13       | 819      | 467      | 1285     | 217      | 655      | 36       | 58       | 2251     | 141      | 29       | 1728  | 410      | 1285  | 49       | 58    | 3530  | 762   |

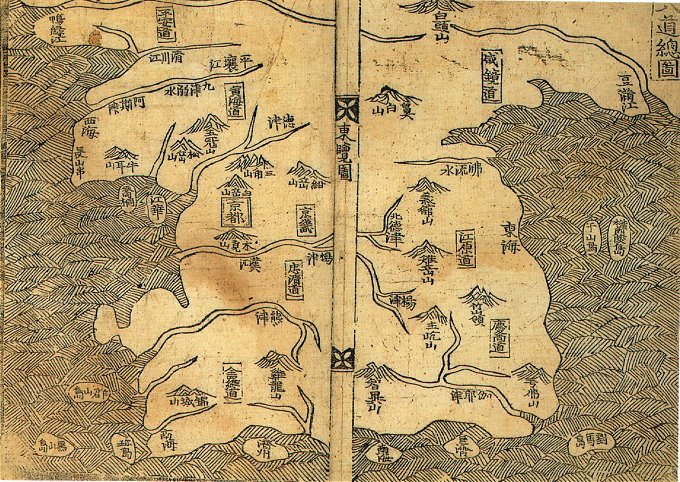
『팔도총도(八道總圖)』- 바닷가 육지에 "東海" 표기

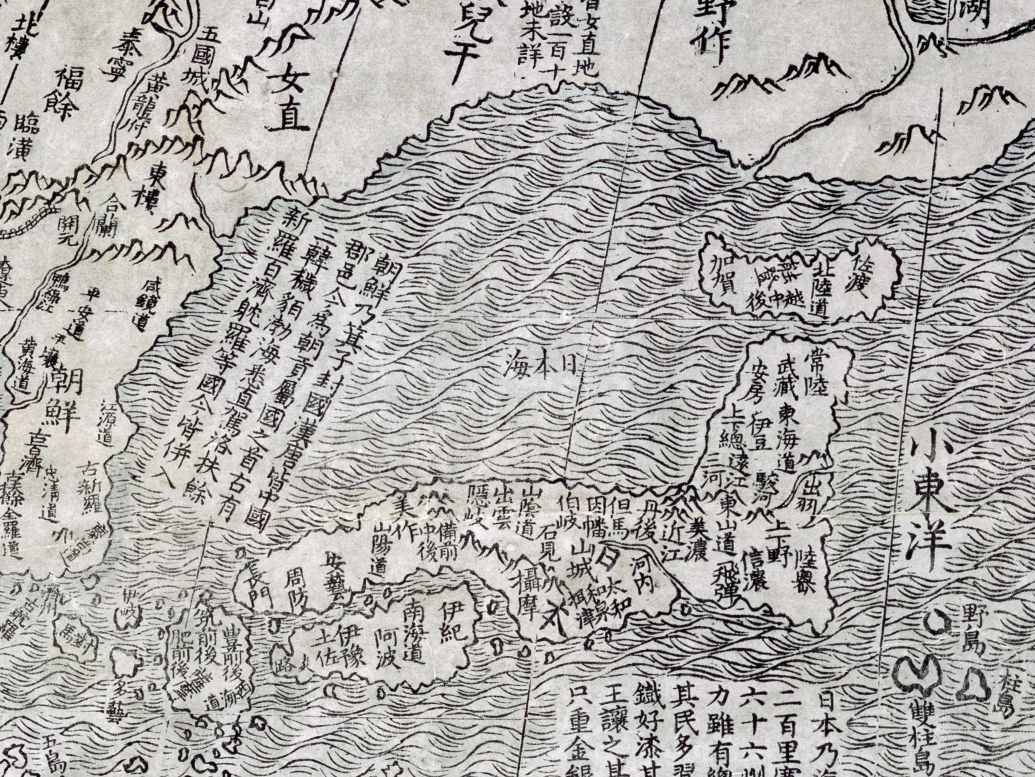
『곤여만국전도(坤輿萬國全圖)』 - "日本海" 표기 최초 지도

16세기 초, 동양을 탐험하기 시작한 서양인들이 지도를 제작하면서부터 동해 지역이 세계지도 상에 등장하기 시작했다. 16세기에서 18세기 말까지 만들어진 서양지도에는 조선해, 한국해, 동양해, 중국해, 일본해 등 다양한 명칭이 사용되었으나, 이 시기에 가장 빈번히 사용된 것은 한국해(Sea of Korea)라는 표기였다.
18세기 말에서 19세기 초에 걸쳐 프랑스인 라페루즈(Jean-François de La Pérouse), 영국인 브로턴(William R. Broughton), 러시아인 크루젠슈테른(Adam J. von Krusenstern) 등이 동해 주변을 탐험하며 동해 형성과 연안지형이 확실해졌다. 이 시기 이후, 유럽에서 만들어진 지도에는 '일본해' 의 사용 빈도가 급격히 증가하며, 국제적으로 정착되어 갔다. 한편, 일본은 예부터 넓은 해역에 명칭을 붙이는 습관이 없었다. 일본이 '일본해'라는 명칭을 사용하기 시작한 것은 유럽보다 오히려 늦었다.
이에 대해 한국에서는 세계적으로 지명에 대한 표준화 작업이 진행된 20세기 초에 주권을 상실한 한국이 지명 결정에 관여할 방법은 없었으며, 19세기 말부터 신장된 일본의 국제적 지위가 서양 지도 제작자들의 인식에 큰 영향을 미쳤기 때문에 일본해가 널리 사용되었다 주장한다.

### 한국 측 자료

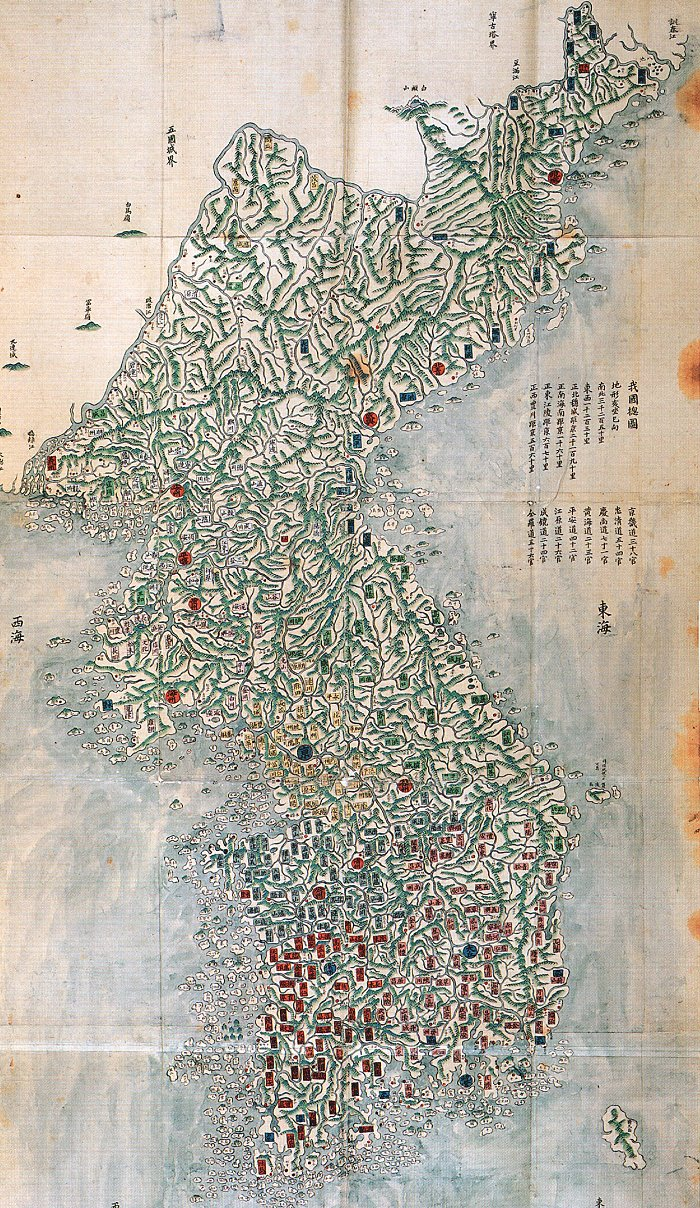
『아국총도(我國總圖)』 - "東海" 명기

- 『삼국사기(三國史記)』(권 제13, 고구려본기 제1) - "東海"
- 『신증동국여지승람(新增東國輿地勝覽)』의 『팔도총도(八道總圖)』 - "東海", 1530년
- 『영남지도(嶺南地圖)』 - "東海", 1740년
- 『서북계도(西北界圖)』 - "東海", 18세기 중엽
- 『여지도(輿地圖)』 중 『아국총도(我國總圖)』 - "東海", 18세기 말
- 『천하도지도(天下都地圖)』 - "小東海", 18세기말
- 2007년, 동해의 원래 명칭이 '창해'(滄海)였다는 고지도가 발견되기도 하였다.[20]

### 중국 측 자료
- 『곤여만국전도(坤輿萬國全圖)』 - "日本海", 이탈리아 선교사 마테오 리치(Matteo Ricci)가 1602년에 중국에서 작성된 세계지도에 서양제 지도를 한역(漢譯)한 것

### 조선해 표기 일본 고지도

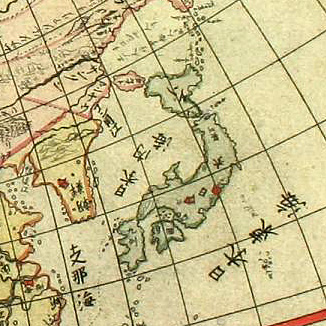
1792년 일본의 시바 고칸이 그린 "지구전도"의 일부. "일본내해"(日本内海)라는 표기가 사용되었다.

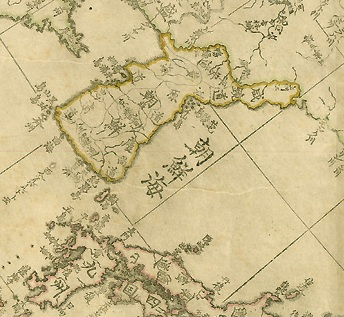
1810년 일본의 다카하시 가케야스가 그린 "신정만국전도"의 일부. "조선해"(朝鮮海)라는 표기가 사용되었다.

- 1794년 가쓰라가와(桂川甫周)가 제작한 『아세아전도(亞細亞全圖)』 - "朝鮮海"
- 1809년 다카하시(高橋景保)가 제작한 『일본변계략도(日本邊界略圖)』(일본 정부의 공식 지도) - "朝鮮海"
- 1810년 다카하시(高橋景保)가 제작한 『신정만국전도(新訂萬國全圖)』(일본 정부의 공식 지도) - "朝鮮海"
- 1847년 기사쿠(箕作省吾)가 제작한 『신제여지전도(新製輿地全圖)』 - "朝鮮海"
- 1871년 무라카미(村上義茂)가 제작한 『지구만국방도(地球萬國方圖)』 - "朝鮮海"

### 서양 고지도

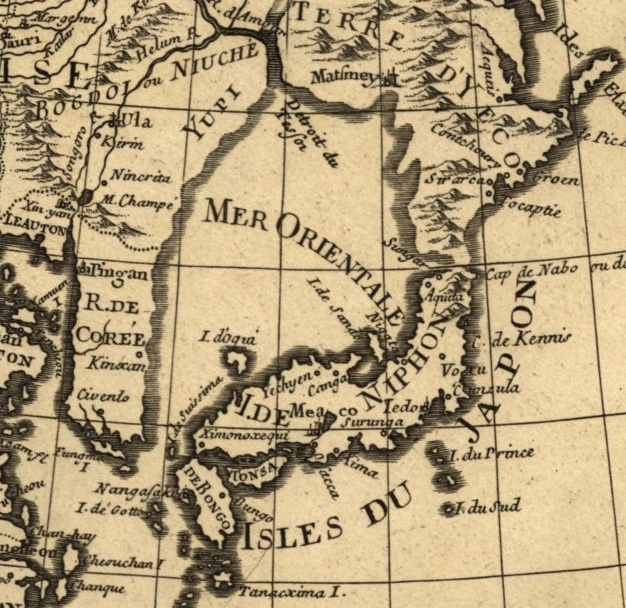
1700년 프랑스 지도. 동양해(Mer Orientale)라고 표기되어 있다

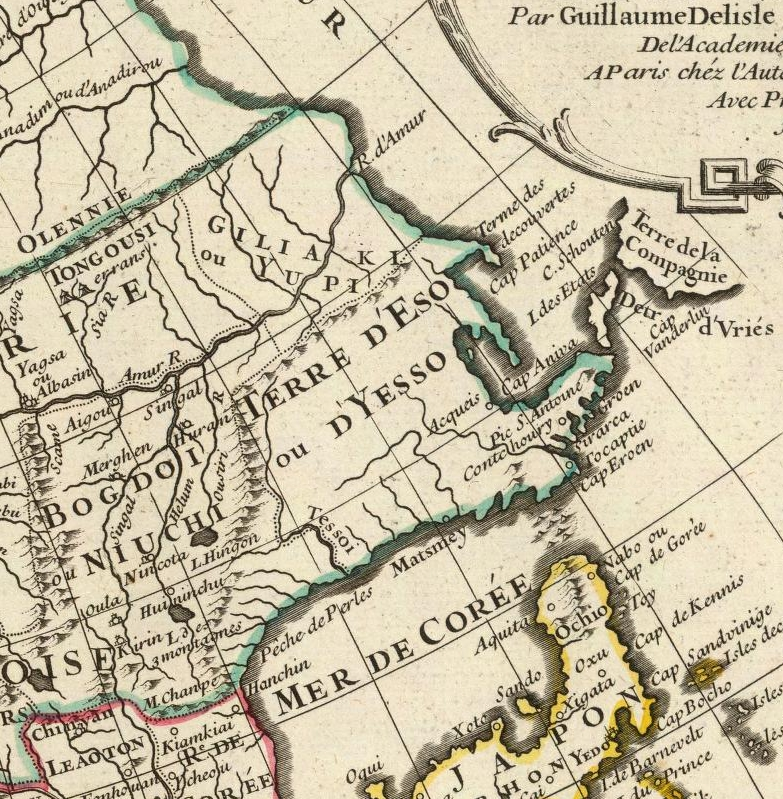
1723년 프랑스 지도. 한국해(Mer de Corée)라고 표기되어 있다

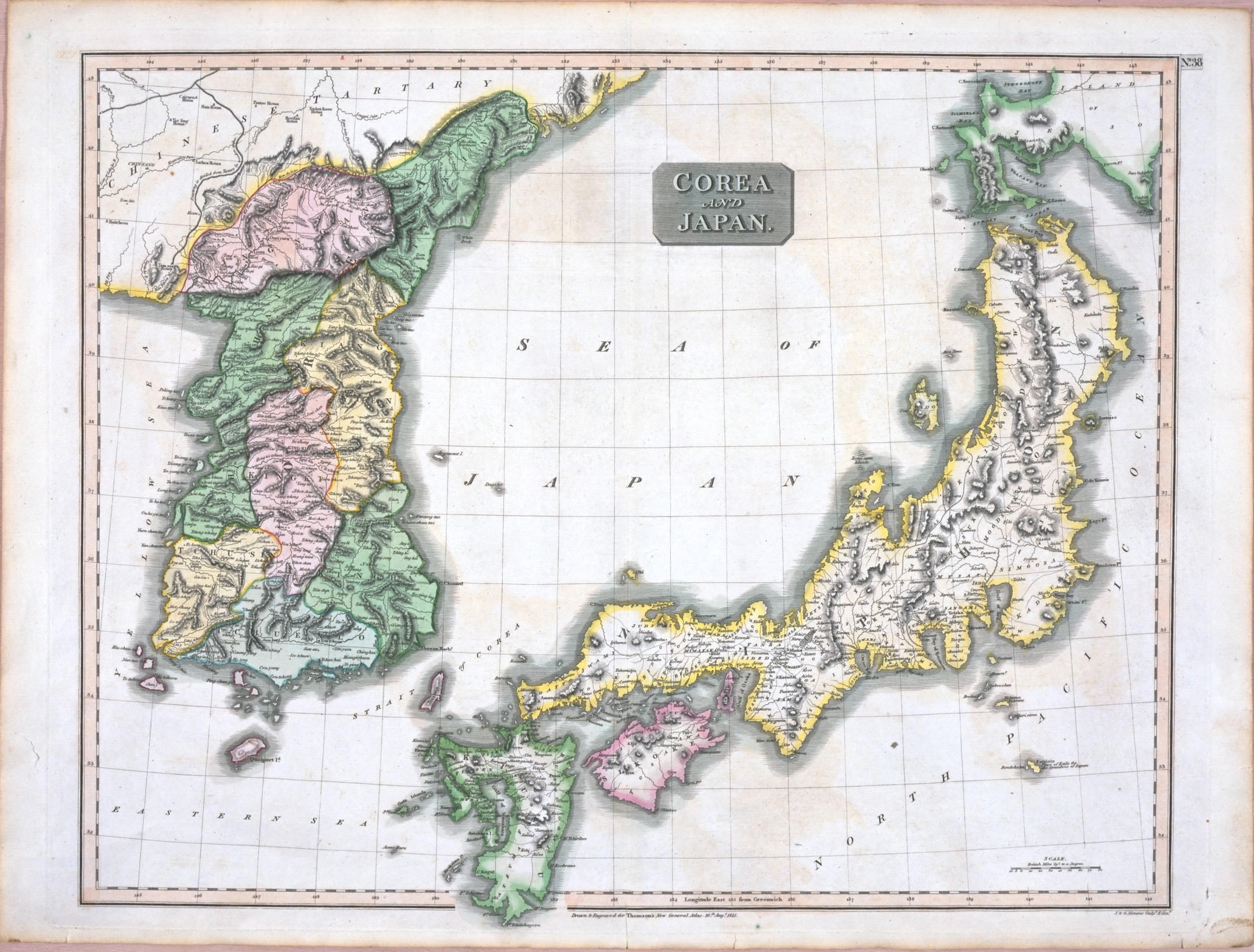
1815년 영국 지도. 일본해(Sea of Japan)라고 표기되어 있다

아래의 순서는 연도별 순서이다.

#### 한국해 표기
- 1615년, 마누엘 고디뉴(Manoel Godinho de Heredia)의 아시아지도 - "MAR CORIA"
- 1647년, 로버트 더들리(Robert Dudley)의 아시아지도 - "MARE DI CORAI"
- 1679년, 장바티스트 타베르니에(Jean-Baptiste Tavernier)의 일본열도지도 - "MER DE COREER"
- 1705년, 기욤 드릴(Guillaume Delisle)의 인도ㆍ중국지도 - "MER ORIENTALE OU MER DE CORÉE"
- 1715년, 헤르만 몰(Herman Moll)의 아시아지도 - "SEA OF COREA"
- 1745년, 자크 니콜라스 벨랭(Jacques-Nicolas Bellin)의 한국지도 - "MER DE CORÉE", "MEER VON KOREA"
- 1750년, 로베르 드 보공디(Gilles Robert de Vaugondy)의 아시아지도 - "MER DE CORÉE"
- 1762년, 리고베르 본(Rigobert Bonne)의 아시아지도 - "MER DE CORÉE"
- 1771년, 영국 『브리태니커 백과사전(Encyclopædia Britannica)』 초판본의 아시아지도 - "SEA OF COREA"
- 1794년, 장바티스트 부르기뇽 당빌(Jean Baptiste Bourguignon d'Anville)의 아시아지도 - "COREAN SEA"

#### 일본해 표기
- 1797년, 『라페루즈의 세계 여행기(Voyage de la Pérouse autour du monde)』의 부도 - "MER DU JAPON"

## 국제적 규범
2개 국가 이상이 연관되는 지역에 대해 관련국이 서로 다른 명칭을 사용함으로써 지명 분쟁이 발생할 경우 적용할 수 있는 국제 규범으로는 유엔과 국제수로기구의 결의가 있다.
- 국제수로기구 결의(1974년 채택)

2개국 이상이 공유하고 있는 지형에 대해 상이한 명칭이 사용되고 있을 경우에는 우선 당사국 간 동일 명칭에 합의하기 위한 노력이 이루어져야 하며, 합의에 이르지 못할 경우에는 서로 다른 명칭을 병기할 것을 권고
- 유엔지명표준화회의 결의(1977년 채택)

2개국 이상의 주권 하에 있거나, 2개국 이상에 분할되어 있는 지형물에 대하여 당사국 간 단일 지명에 관한 합의가 이루어지지 않을 경우 각 당사국에 의해 사용되는 지명을 모두 수용하는 것을 국제 지도 제작의 일반 원칙으로 권고

## 국제적 동향
일본해 단독 표기에서, 점차 동해ㆍ일본해 병기로 확산되고 있다. 세계의 저명한 지도 제작 업체, 출판물, 교과서 및 언론 등에서 대한민국 측의 의견을 반영하는 추세다. 이러한 변화에는 대한민국의 민간 단체인 반크 등의 역할이 적지 않았다. 하지만 여전히 많은 지도가 일본해를 단독 표기하고 있다.
일본 외무성이 2000년 60개국의 지도를 대상으로 한 조사에서는 동해와 일본해를 병기한 지도는 392점의 지도 중에 2.8%인 11점에 불과하다고 밝혔다. 그러나 2005년 일본 외무성이 같은 방식으로 행한 67개국 331점의 지도 조사에서는 10.8%에 이르는 지도가 병기를 채택하고 있다. 이 중 61개국 116개의 상업용 지도 중 '동해ㆍ일본해' 병기 비율은 18.1%에 달한다.
2007년 상반기, 대한민국 외교통상부가 세계 75개국에서 발간된 353개 지도를 분석해 동해 수역 표기 현황을 조사한 결과, 353개 지도 중 '동해'를 단독 표기한 지도는 단 한 개도 없었고, 일본해로 단독 표기한 경우가 전체의 74.2%, 동해ㆍ일본해를 동시에 표기한 경우는 23.8%, 무표기가 2%인 것으로 알려졌다. 동해를 단독으로 표기한 지도는 대한민국 지도뿐이었다. 그러나 동해와 일본해를 병기한 지도는 점차 늘어나는 추세며, 2011년에는 그 비율이 28.2%까지 올라갔다.
이들 일련의 조사를 종합해 보면, 세계지도 제작사의 동해ㆍ일본해 병기 비율이 2.8%(2000)에서 18.1%(2005)로, 그리고 23.8%(2007)로 증가하고 있음을 알 수 있다. 특히 주요 세계지도의 대부분을 제작하고 있는 G7 국가 (일본 제외) 대상 조사에서는 '동해ㆍ일본해' 병기 비율이 절반을 넘어서는 50.4%에 달한다.
한국의 동해 표기 운동이 어느 정도 성과를 거둘 수 있었던 것은, 이 문제를 지나치게 감정적으로 끌어가지 않고 학술적 논리와 근거에 의해 각 국가의 지명전문가들을 설득했기 때문이라고 평가된다. 그 설득의 과정에서 세계적인 지명 논의의 흐름을
파악하게 되었고 어떤 부분을 어떻게 보완해야 하는지를 파악할 수 있었다. 이 과정을 통해 관련된 지명연구의 주제를 확인하였고 이는 다시 지리학적 지명 연구의 촉발을 가져왔다.

## 같이 보기
- 동해
- 경해
- 독도
- 울릉분지
- 페르시아만의 이름에 대한 논쟁

### 한국 측 주장
- (한국어/영어) 대한민국 외교통상부 (동해 명칭)
- (한국어/영어) 대한민국 국립해양조사원 (동해)
- (한국어/영어/일본어/중국어) 대한민국 동북아역사재단 (동해 표기 문제)

### 일본 측 주장
- (영어/일본어) 일본 외무성 (일본해 호칭 문제)
- (영어/일본어/한국어) 일본 해상보안청 해양정보부 (일본해 호칭 문제)
- (한국어) 주대한민국 일본대사관 「SEA OF JAPAN」일본해

### 관련 링크
- International Hydrographic Organization (IHO)
- Limits of Oceans and Seas (1953) (S-23, 3rd Edition)
- United Nations Conferences on the Standardization of Geographical Names (UNCSGN)